# 陳椒華
陳 椒華（ちん しょうか、1959年10月29日 - ）は、中華民国（台湾）台北県出身の政治家、薬剤師、環境活動家。時代力量所属の中華民国立法院第10期立法委員、時代力量6代目党主席（党首）。

## 略歴
高雄医学院薬学系学士、国立清華大学輻射生物研究所修士。薬剤師国考合格。
政界入り前は嘉南薬理大学副教授、食品工業発展研究所副研究員、台南市環境保護連盟理事長、台湾電磁輻射公害防治協会理事長、台湾環境保護連盟理事長、台湾要健康婆婆爸爸媽媽団理事長、台湾水資源保育連盟理事長を歴任した。 
2020年には時代力量を代表して立法委員選挙に立候補し、時代力量の比例代表区立法委員者リストに3位で登録され、2020年1月11日に選出された。